# Vert-le-Petit
Vert-le-Petit ist eine französische Gemeinde mit 2.716 Einwohnern (Stand: 1. Januar 2022) im Département Essonne in der Region Île-de-France. Sie gehört zum Arrondissement Évry und zum Kanton Ris-Orangis.
Die Einwohner werden Vertois genannt. 

## Geographie
Vert-le-Petit liegt etwa 39 Kilometer südöstlich von Paris am Fluss Essonne, in den hier die Juine mündet, die zugleich die südliche Gemeindegrenze bildet.

### Nachbargemeinden
Im Norden wird die Gemeinde durch Vert-le-Grand begrenzt, im Nordosten durch Écharcon, im Osten durch Fontenay-le-Vicomte, im Südosten durch Ballancourt-sur-Essonne, im Süden durch Itteville, im Westen und Südwesten durch Saint-Vrain sowie im Westen und Nordwesten durch Leudeville.

## Bevölkerungsentwicklung
| Jahr      | 1962 | 1968 | 1975 | 1982 | 1990 | 1999 | 2006 | 2019 |
| Einwohner | 1307 | 1875 | 1816 | 1798 | 2025 | 2422 | 2536 | 2818 |

## Wirtschaft und Infrastruktur
Für die ersten französischen Kernreaktoren fand die nötige Urankonversion nach dem Zweiten Weltkrieg zunächst im Werk Bouchet auf dem Forschungsgelände des Commissariat à l’énergie atomique (CEA) in Vert-le-Petit statt.

## Sehenswürdigkeiten

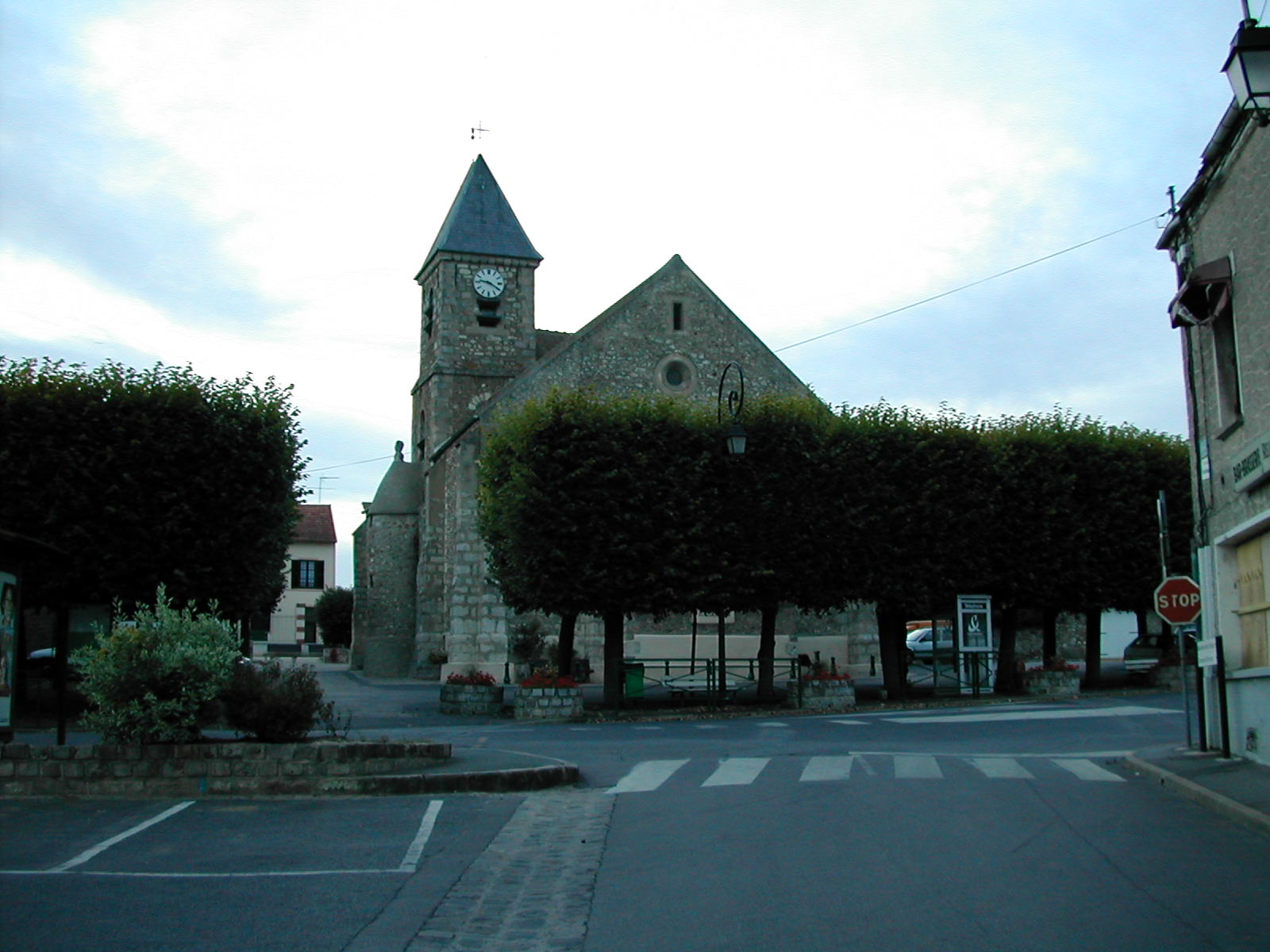
Kirche Saint-Martin

- Kirche Saint-Martin
- Altes Pfarrhaus
- Gutshof Misery
- Militärkaserne
- Waschhaus

## Persönlichkeiten
- Charles Henri Sanson (1739–1806), der Scharfrichter (Henker) von Paris während der Französischen Revolution
- Jean Desailly (1920–2008), Schauspieler, hier begraben
- Simone Valère (1921–2010), Schauspielerin, hier begraben